# Laciniodes umbrosus
Laciniodes umbrosus es una especie de polillas perteneciente a la familia Geometridae. La especie fue descrita por primera vez por Hiroshi Inoue habiendo sido descrita en 1878, con distribución en la isla de Taiwán. El holotipo de la especie fue descrita en la zona montañosa del área natural de Alishan, condado de Chiayi, a aproximadamente 2200 metros (7217,8 pies) de altitud.